# Antonio Lazzaro Volpinari
Antonio Lazzaro Volpinari (ur. 2 października 1943 w Domagnano) – sanmaryński polityk.
Od 1 października 1973 do 1 kwietnia 1974, od 1 kwietnia do 1 października 1977 i od 1 kwietnia do 1 października 2002 pełnił funkcję kapitana regenta San Marino. Od 19 marca 1992 do 29 marca 2000 był ministrem spraw wewnętrznych San Marino. Od stycznia 2013 jest prezesem Sanmaryńskiej Federacji Jeździeckiej. Jest socjalistą (od 1959 do 2005 przynależał do Partito Socialista Sammarinese, a obecnie jest członkiem Nuovo Partito Socialista). Od 1972 żonaty z Claudią Berti, z którą ma córkę Marinę.